# 배트우먼
《배트우먼》(영어: Batwoman)은 The CW에서 2019년부터 2022년까지 방영된 미국의 슈퍼히어로 드라마이다. DC 코믹스의 동명 캐릭터 "케이트 케인"(배트우먼)을 주인공으로 하며, 배우 루비 로즈가 케이트 역을 맡았다.

## 출연진
- 루비 로즈 - 케이트 케인 / 배트우먼 역
- 메건 탠디 - 소피 무어 역
- 캠러스 존슨 - 루크 폭스 역
- 니콜 강 - 메리 해밀턴 역
- 레이철 스카르스텐 - 앨리스 역
- 더그레이 스콧 - 제이컵 케인 역
- 엘리자베스 앤와이스 - 캐서린 해밀턴케인 역